# أفتابخورتاب (أملش الجنوبي)
أفتابخورتاب (بالفارسية: آفتابخورتاب) هي قرية تقع في إيران في غيلان. يقدر عدد سكانها بـ 36 نسمة بحسب إحصاء 2016.